# Неда Арнеріч
Неда Арнеріч (серб. Неда Арнерић; 15 липня 1953, Княжевац, СФРЮ — 10 січня 2020, Белград, Сербія) — югославська та сербська акторка.

## Вибіркова фільмографія
- Кінець війни (1984)
- Наташа (2001)